# Desa Weninggalih (administrativ by i Indonesien, lat -7,04, long 107,38)
Desa Weninggalih är en administrativ by i Indonesien.   Den ligger i provinsen Jawa Barat, i den västra delen av landet, 110 km sydost om huvudstaden Jakarta.